# Lysipomia gracilis
Lysipomia gracilis là loài thực vật có hoa trong họ Hoa chuông. Loài này được (E.Wimm.) E.Wimm. mô tả khoa học đầu tiên năm 1937.